# 南貝塚駅
南貝塚駅（みなみかいづかえき）は、かつて樺太大泊郡千歳村に存在した樺太庁鉄道東海岸線の仮駅である。

## 歴史
- 1936年2月1日：開業[1]。
- 1941年（昭和16年）12月1日：休止。
- 1943年4月1日：南樺太の内地化により、鉄道省に編入と同時に廃止。

## 隣の駅
樺太庁鉄道
東海岸線
三ノ沢駅 - 南貝塚駅 - 貝塚駅